# Nowa Wieś Reszelska
Nowa Wieś Reszelska (deutsch Rosenschön) ist ein Ort in der polnischen Woiwodschaft Ermland-Masuren. Er gehört zur Gmina Bisztynek (Stadt- und Landgemeinde Bischofstein) im Powiat Bartoszycki (Kreis Bartenstein).

## Geographische Lage
Nowa Wieś Reszelska liegt in der nördlichen Mitte der Woiwodschaft Ermland-Masuren, elf Kilometer nordwestlich der einstigen Kreisstadt Rößel (polnisch Reszel) bzw. 21 Kilometer südöstlich der heutigen Kreismetropole Bartoszyce (deutsch Bartenstein).

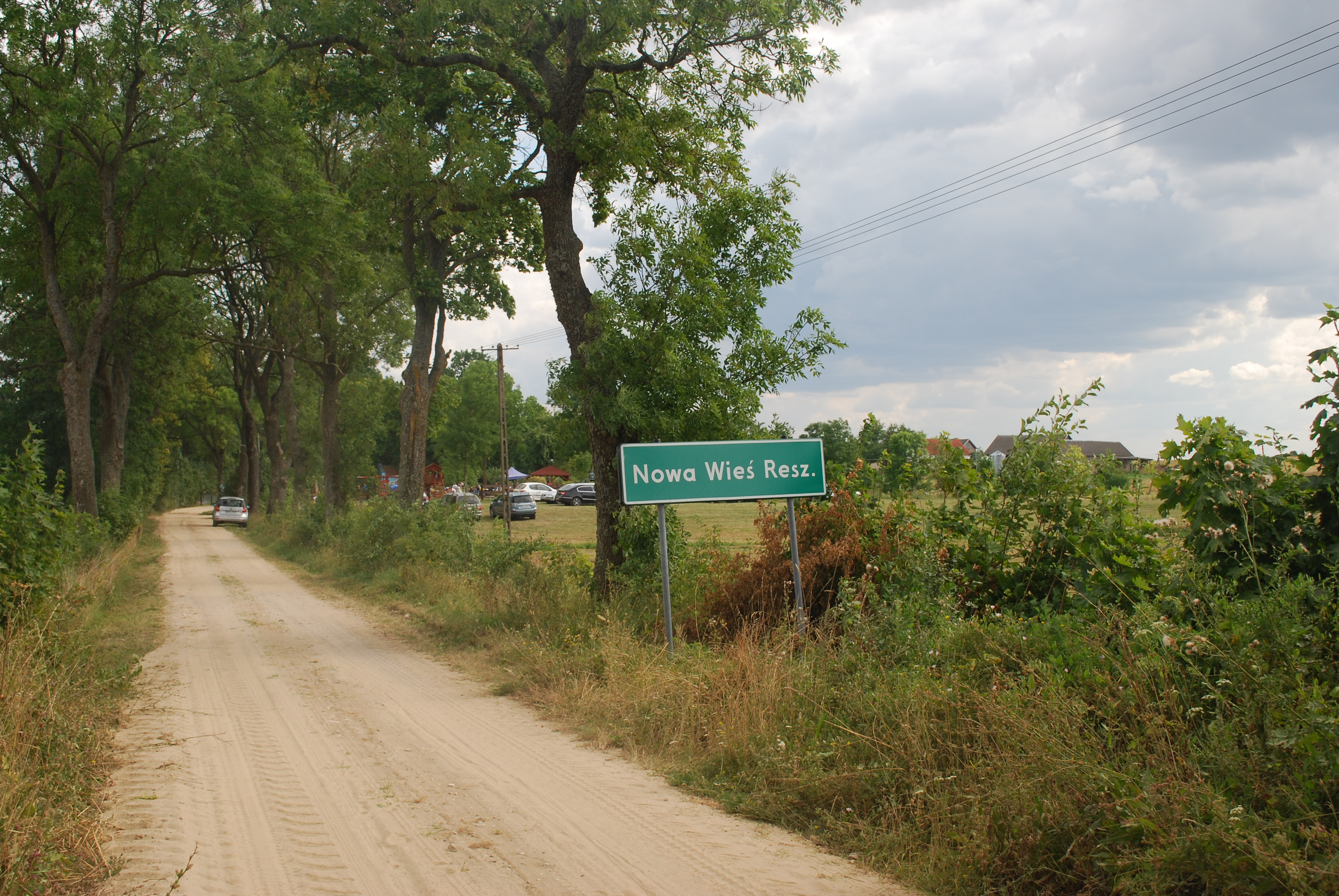
Ortseinfahrt Nowa Wieś Reszelka

|  |

## Geschichte

### Ortsgeschichte
Der aus mehreren kleinen Höfen und Gehöften bestehende und vor 1785 Neudorf genannte Ort wurde 1730 gegründet. 1785 wurde er als „königliches Dorf“ mit acht Feuerstellen im Kreis Heilsberg, 1820 mit zwölf Feuerstellen im Kreis Rößel erwähnt.
Bei Bildung des Amtsbezirks Santoppen (polnisch Sątopy) im ostpreußischen Kreis Rößel im Jahre 1874 wurde Rosenschön eingegliedert und war bis 1945 ein Teil desselben.
Im Jahre 1945 kam in Kriegsfolge das gesamte südliche Ostpreußen zu Polen. In diesem Zusammenhang erhielt Rosenschön die polnische Namensform „Nowa Wieś Reszelska“. Heute ist das kleine Dorf ein Teil der Stadt- und Landgemeinde Bisztynek (Bischofstein) im Powiat Bartoszycki (Kreis Bartenstein), von 1975 bis 1998 der Woiwodschaft Olsztyn, seither der Woiwodschaft Ermland-Masuren zugehörig. Im Jahre 2021 zählte der Ort 30 Einwohner.
In den Jahren 2011 bis 2013 gewann der kleine Ort dreimal in Folge den ersten Preis im Wettbewerb Ästhetisches Dorf.

### Einwohnerzahlen
| Jahr | Anzahl |
| ---- | ------ |
| 1820 | 94     |
| 1885 | 129    |
| 1910 | 131    |
| 1933 | 127    |
| 1939 | 97     |
| 2021 | 30     |

## Kirche

### Römisch-katholisch

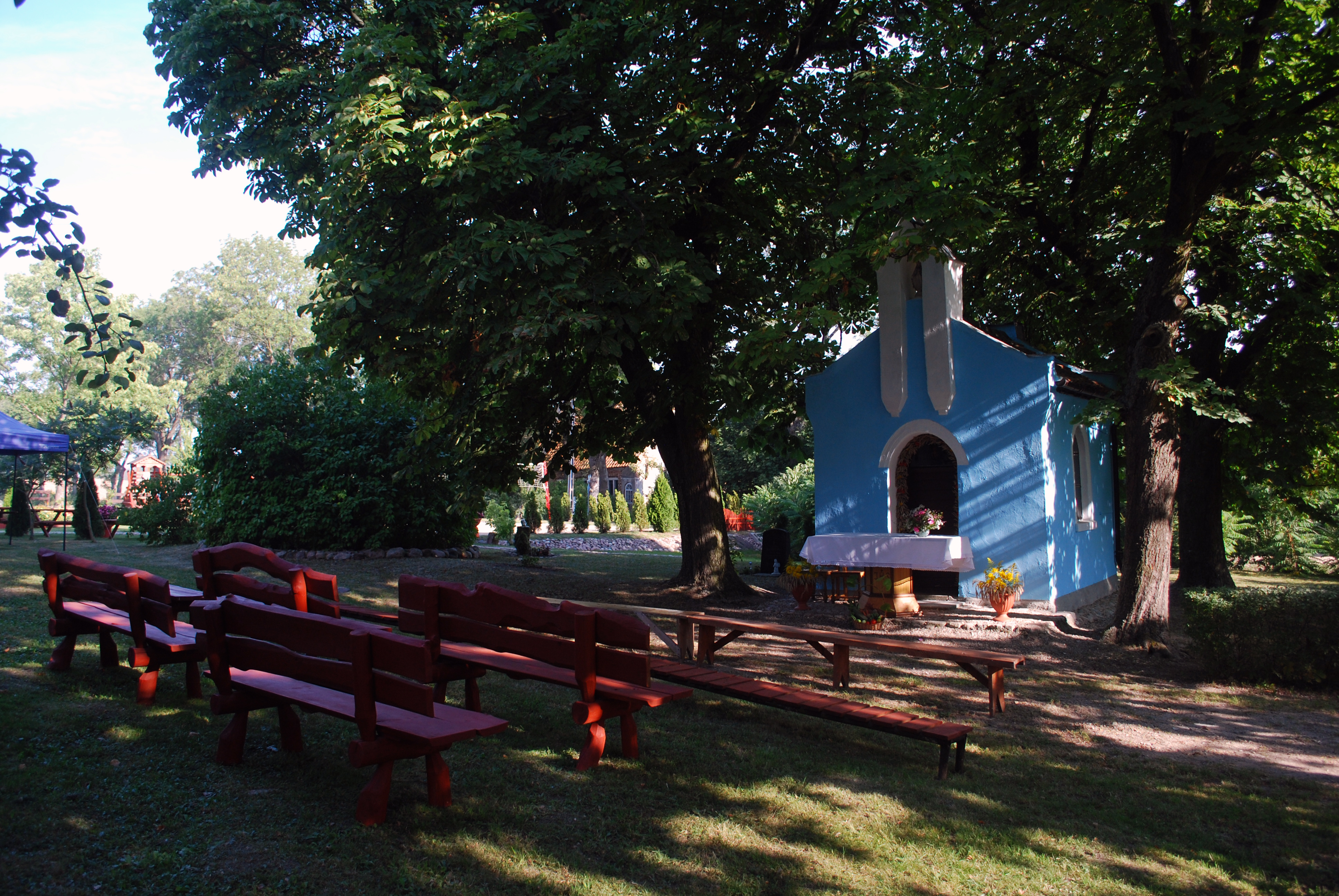
Kapelle der Muttergottes von Tschenstochau in Nowa Wieś Reszelka

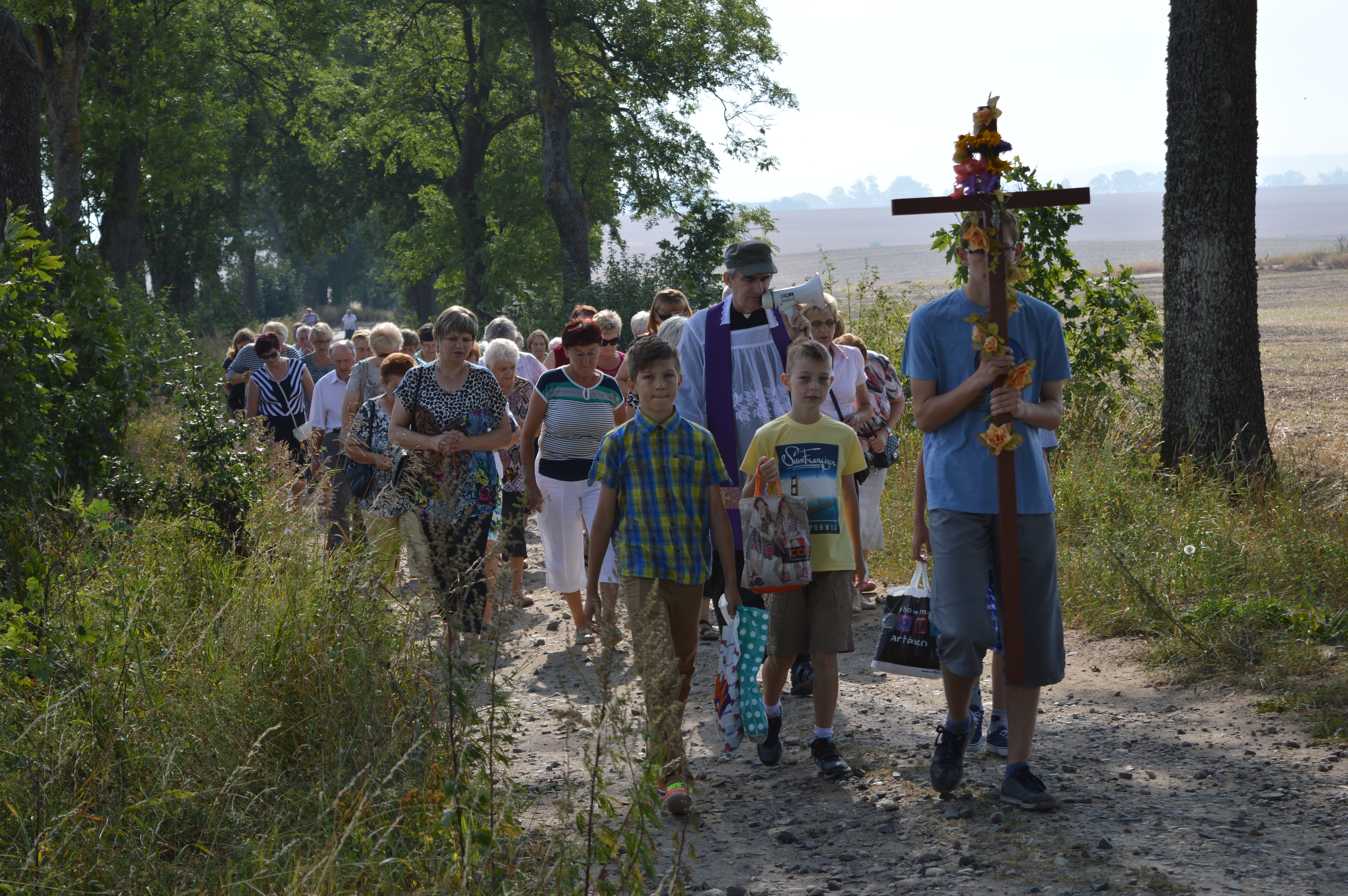
Wallfahrt nach Nowa Wieś Reszelka

Rosenschön war vor 1945 nach Santoppen und Nowa Wieś Reszelska ist noch heute in die Pfarrei Sątopy eingegliedert, die zum Dekanat Reszel (Rößel) im jetzigen Erzbistum Ermland gehört.
In Nowa Wieś Reszeska jedoch steht als ein Kleinod eine Kapelle aus der Zeit der Wende des 19./20. Jahrhunderts, die der Muttergottes von Tschenstochau geweiht ist. Mehrmals im Jahr finden „rund um die Kapelle“ kirchliche Veranstaltungen und Dorffeste statt, während derer mehrere hundert Menschen das kleine Dorf (30 Einwohner!) aufsuchen: Zur Ostersegnung etwa oder zum Ablassgottesdienst, aber auch zu Wallfahrten aus dem Pfarrort Sątopy und Nachbargemeinden.

### Evangelische Kirche
Rosenschön war bis 1945 in die evangelische Kirche Bischofstein in der Kirchenprovinz Ostpreußen der Kirche der Altpreußischen Union eingepfarrt.
Heute gehört das Dorf zur Kirche in Bartoszyce (Bartenstein), einer Filialkirche der St. Johanneskirche Kętrzyn (Rastenburg) in der Diözese Masuren der Evangelisch-Augsburgischen Kirche in Polen.

## Verkehr
Nowa Wieś Reszelska liegt an einer Nebenstraße, die von Sątopy-Samulewo (Bischodrf) über Łędławki (Linglack) nach Paluzy (Plausen) führt.
Sątopy-Samulewo ist die nächste Bahnstation. Sie liegt an der heute von Posen über Toruń (Thorn) bis nach Korsze (Korschen) verlaufenden Bahnstrecke Toruń–Tschernjachowsk, deren ursprünglich in die Oblast Kaliningrad (Gebiet Königsberg (Preußen)) hineinführender Abschnitt – bis nach Schelesnodoroschny (Gerdauen) und Tschernjachowsk (Insterburg) – nicht mehr befahren wird.